# 銀河座標

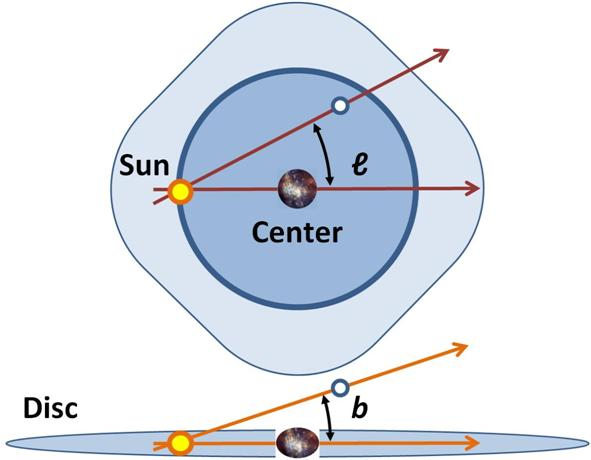
銀経（l）と銀緯（b）

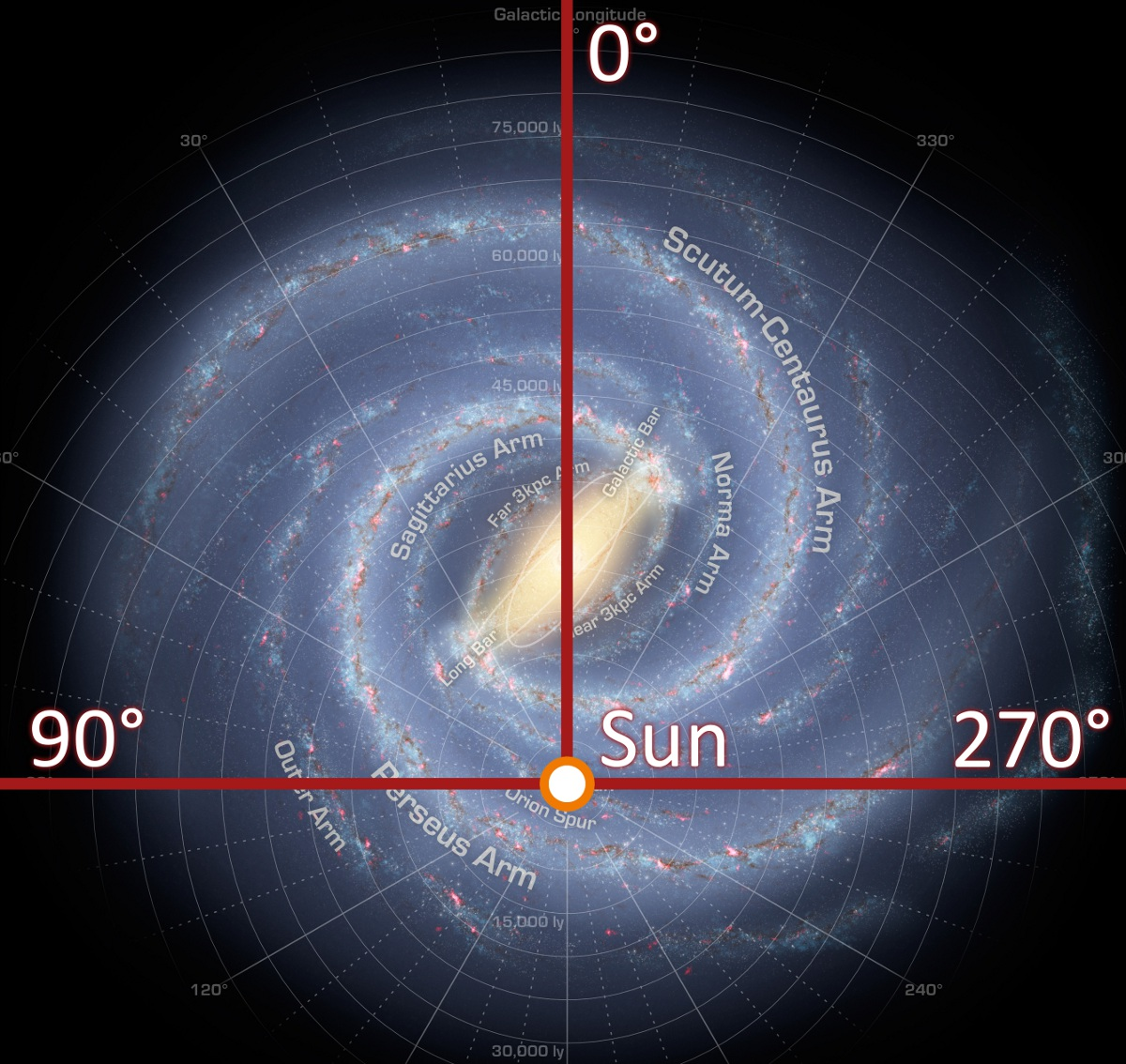
太陽、銀河系と銀経

銀河座標（ぎんがざひょう、galactic coordinate）は天球上の天体の位置を表す天球座標系の一種で、銀河中心と銀河面を基準とする座標系である。
銀河座標では、天球上の緯度と経度にあたるものとして銀緯（ぎんい、galactic latitude: b）と銀経（ぎんけい、galactic longitude: l）を使用する。

## 銀緯
銀緯は銀河面を天球上に投影した銀河赤道を0度とし、それに垂直な方向を90度とする。銀河面は地球から見て銀河系内の天体の密度が最も高い平面のことである。可視光による観測では暗黒星雲などによって隠されて見えない天体も多いため、電波による観測によってこの銀河面を定める。このようにして定められた銀河赤道は天の川の中心線とほぼ一致する。銀河赤道と天の赤道は2000年分点で62度52分の角度を成している。
銀緯90度の天球上の点のうち、地球から見て北側にある点を銀河北極、南側にある点を銀河南極という。それに従って銀緯の符号は銀河赤道より銀河の北極側が + 、銀河の南極側が - となる。具体的には1959年に IAU によって、B1950.0 分点における赤経12h49m、赤緯+27°24' の点が銀河北極と定義された。現在使われている J2000.0 分点では赤経12h51m26.282s、赤緯+27°07'42.01" となる。星座で言うと銀河北極はかみのけ座、銀河南極はちょうこくしつ座にある。これらの星座の方向は、円盤状の銀河系内の地球から円盤の垂直方向を見ていることになるため、遠方の銀河が銀河系内の天体に隠されずに見えている。そのためこれらの方向は比喩的に宇宙の窓と呼ばれている。

## 銀経
銀経は銀河赤道上にある電波を最も強く発している天体である銀河中心核いて座Aを0度とし、そこから銀河の北極側から見て反時計回りに値を増やし、銀河中心核に戻る360度まで数える。この銀経0度も1959年に、銀河北極に対して北極方向角（天の北極から反時計回りに測った角度）が123度となる方向と定義された。これにより、銀経0度、銀緯0度の点は、赤道座標では赤経17h42m26.603s、赤緯-28°55'00.445" (B1950.0) となる。J2000.0 では赤経17h45m37.224s、赤緯-28°56'10.23" で、銀経0度の北極方向角は122.932度となる。銀河円盤内の天体の公転運動の方向は銀河の北極側から見ると時計回りとなっており、銀経の値の増える方向とは逆になる。赤経の増加する方向と地球の自転の方向、黄経の増加する方向と地球の公転の方向が同じになっているのとは対照的である。